# Варкавський край
Варка́вський кра́й (латис. Vārkavas novads) — адміністративно-територіальна одиниця Латвійської Республіки. Розташований у південно-східній частині країни, в історичному регіоні Латгалія. Адміністративний центр — Вецваркава. Створений 2009 року. Площа — 288,9 км². Населення — 2113 осіб (2011). До складу краю входять 3 волості.

## Населення
Національний склад краю за результатами перепису населення Латвії 2011 року.
| Національність | К-сть | % |
| -------------- | ----- | - |